# Terence Cave
Pour les articles homonymes, voir Cave.
Terence Christopher Cave (né le 1er décembre 1938) est professeur et théoricien de littérature française.
Spécialiste de littérature française de la Renaissance, il s'intéresse aussi à la dimension cognitive de la littérature.

## Biographie

### Enfance et formation
Terence Cave obtient son baccalauréat ès arts et son doctorat en philosophie au Gonville and Caius College de Cambridge.

### Carrière
Sa carrière universitaire débute en 1962 comme chargé de cours à l'Université de St Andrews avant de rejoindre l'Université de Warwick en 1965. Tuteur de français au St John's College d'Oxford en 1972, puis entre 1989 et 2001, Cave a également été professeur de littérature française à l'Université d'Oxford. En 1985, élu Drapers Professor of Frenchà Cambridge, il choisit de rester à Oxford au lieu d'occuper la chaire.
Parmi les principales œuvres de Cave figurent The Cornucopian Text (1979) (traduit en français sous le titre de Cornucopia: Figures de l'abondance au XVIe siècle, 1997), Recognitions: A Study in Poetics (1988) (en français, Poétiques de l'anagnorisis, 2022) ainsi que A Short History of French Literature (2003)(édité avec Sarah Kay et Malcolm Bowie).
Cave est membre de l'Academia Europaea (1990), de la British Academy (1991), de la Société royale norvégienne des sciences et des lettres (1993), chevalier de l'Ordre national du Mérite (2001), docteur honoris causa de l'Université de Londres en 2007 et  membre de l'Académie norvégienne des sciences. Il a donné la conférence Master-Mind en 2004. En 2009, il a reçu le prix Balzan et a été nommé CBE en 2013 . Cave a occupé des postes de professeur invité dans diverses universités nationales et internationales.

## Œuvres (sélection)
- Devotional Poetry in France 1570-1613, Cambridge University Press, 1969
- The Cornucopian Text: Problems of Writing in the French Renaissance, Clarendon Press, 1979 (traduit en français sous le titre Cornucopia: Figures de l'abondance au XVIe siècle, Macula, 1997)
- Recognitions: A Study in Poetics, Clarendon Press, 1988 (traduit en français sous le titre Poétiques de l'anagnorisis, Classiques Garnier, 2022)
- Pré-histoires: textes troublés au seuil de la modernité, Droz, 1999
- Pré-histoires II: langues étrangères et troubles économiques au XVIe siècle, Droz, 2001
- How to Read Montaigne, Granta, 2007
- A Short History of French Literature, Oxford University Press, 2003 (avec Sarah Kay et Malcolm Bowie)
- Mignon's Afterlives, Oxford University Press, 2011
- Thinking with Literature: Towards a Cognitive Criticism, Oxford University Press, 2017[4]